# International Amateur Radio Union
De International Amateur Radio Union (IARU) is in 1925 opgericht door landelijke organisaties van zendamateurs om de belangen van deze groep bij het toewijzen van radiofrequenties tijdens het WARC-overleg te behartigen. In de IARU is per land één zendamateur-vereniging vertegenwoordigd. Voor Nederland is dat de VERON en voor België de UBA.
De IARU is op wereldniveau gesprekspartner voor de radio-zendamateurs.